# 데술푸로콕쿠스과
데술푸로콕쿠스과는 데술푸로콕쿠스목에 속해 있는 고균 과이다.
이 과(科)의 고균은 데술푸로콕쿠스목에 속해있는 과의 고균과는 다르게 섭씨 100 °C 이하에서 최대의 성장율을 보이고 더욱 다양하게 변한다.